# Myxobolus chiungchowensis
Myxobolus chiungchowensis is een microscopische parasiet uit de familie Myxobolidae. Myxobolus chiungchowensis werd in 1998 beschreven door Chen, in Chen & Ma. 